# Les Astres Football Club de Douala
Il Les Astres Football Club de Douala è una squadra di calcio della città di Douala in Camerun.
Il club gioca nella Camerun Premier League.
I colori delle divise della squadra sono giallo ed il verde.

## Storia
Nella stagione 2010-2011 ha conquistato un secondo posto in campionato, mentre nel 2021 ha perso una finale di Coupe du Cameroun.

## Rosa
| N. |                    | Ruolo | Calciatore                  |
| -- | ------------------ | ----- | --------------------------- |
|    | Camerun (bandiera) | P     | Lawrence Ngome Ngoe         |
|    | Camerun (bandiera) | P     | Serge Rodrigue Mietchop     |
|    | Camerun (bandiera) | D     | Patrick Ndjalong Ndoumi     |
|    | Camerun (bandiera) | D     | Saint Christ Nyamsi Bikima  |
|    | Camerun (bandiera) | D     | Yannick Litizi Epane Epane  |
|    | Camerun (bandiera) | D     | Thierry Tchuente            |
|    | Camerun (bandiera) | D     | Francky Essombo             |
|    | Camerun (bandiera) | D     | Jean-Patrick Abouna Ndzana  |
|    | Camerun (bandiera) | D     | Rodrigue Wamou              |
|    | Camerun (bandiera) | D     | Aimé Tonny                  |
|    | Camerun (bandiera) | D     | Dughains Kenmoe             |
|    | Camerun (bandiera) | D     | Valéry Nonfor               |
|    | Camerun (bandiera) | D     | Jacques Joseph Bisseck      |
|    | Camerun (bandiera) | D     | Christophe Axel Nkouandou   |
|    | Camerun (bandiera) | C     | Nesnen Ndemen Feuleu        |
|    | Camerun (bandiera) | C     | Eugène Menjengoue Ngandjui  |
|    | Camerun (bandiera) | C     | Christian Heumi Kabon       |
|    | Camerun (bandiera) | C     | Jacob Nicanor Youmbi Epandi |

| N. |                    | Ruolo | Calciatore                 |
| -- | ------------------ | ----- | -------------------------- |
|    | Camerun (bandiera) | C     | Brillant Nformi Munki      |
|    | Camerun (bandiera) | C     | Mahamat Amadou             |
|    | Camerun (bandiera) | C     | Kostka Atanga Effa         |
|    | Camerun (bandiera) | C     | Jean-Jacques Inouni Mbeleg |
|    | Camerun (bandiera) | C     | Gervais Megonte Njopguep   |
|    | Camerun (bandiera) | C     | Alain Assana               |
|    | Camerun (bandiera) | C     | Steve Joël Alain Mimche    |
|    | Camerun (bandiera) | A     | Joseph-Julien Momasso      |
|    | Camerun (bandiera) | A     | Stéphane Deffo Kamdem      |
|    | Camerun (bandiera) | A     | Ernest Nsombo              |
|    | Camerun (bandiera) | A     | Fabrice Ngomo A Mougnol    |
|    | Camerun (bandiera) | A     | Kelvin Agbor               |
|    | Camerun (bandiera) | A     | Augustin Dourwe Taoga      |
|    | Camerun (bandiera) | A     | Aimé Gérard Mangolo        |
|    | Camerun (bandiera) | A     | Guy Steve Moussy Bodiong   |
|    | Camerun (bandiera) | A     | Landry Jean De Dieu Kamga  |
|    | Camerun (bandiera) | A     | Joël Armand Ndzana         |